# Studebaker Manta Ray
Pour les articles homonymes, voir Studebaker, Manta et Ray.
La Studebaker Manta Ray ou Manta Ray est un concept car coupé cabriolet de designers américains indépendants, présentée en 1953 en Californie.

## Historique

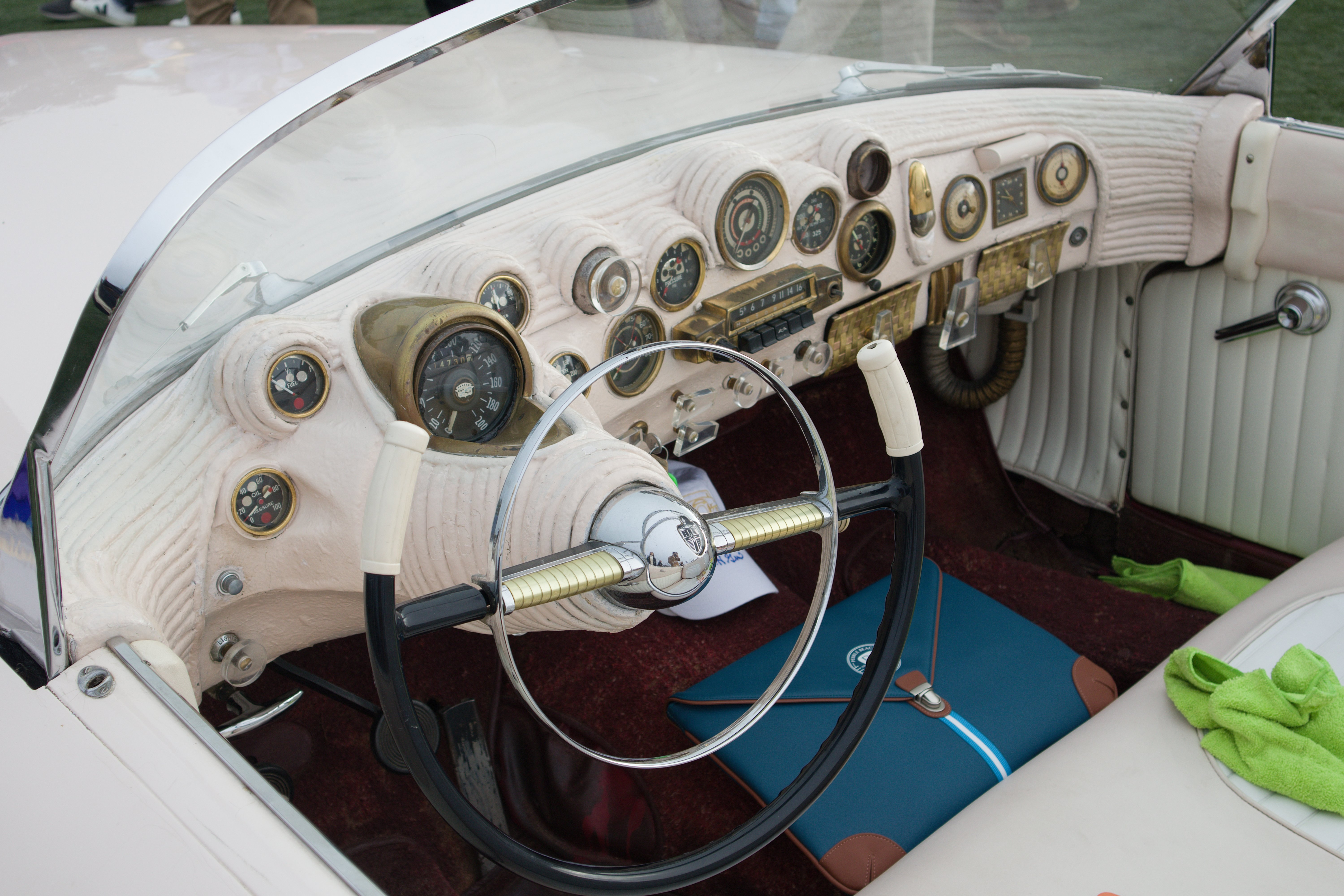

Ce concept car est créé en 1952 par les designers indépendants Glen Hire et Vernon Antoine (employés de la North American Aviation en Californie) sur un châssis-moteur de Studebaker Commander (en) de 1951,, avec un moteur V8 de 3,8 L de 120 ch,. 
Le design de la carrosserie en fibre de verre est inspiré du concept car General Motors Le Sabre de 1951, d'un bateau runabout, de l'ère du jet et des voitures à turbine en vogue des années 1950, ainsi que du bio-design bionique d'une raie manta,.

## Voiture de collection
Acquise depuis par un amateur privé de voiture de collection, elle est exposée dans divers concours d'élégance, dont le Concours d'élégance d'Amelia Island 2016 en Floride, ou Pebble Beach Concours d'Elegance 2023 en Californie.